# All For You (A Dedication To The Nat King Cole Trio)
All for You (A Dedication to the Nat King Cole) Trio è il terzo album di Diana Krall, pubblicato il 12 marzo 1996.

## Tracce
1. I'm an Errand Girl for Rhythm (Nat King Cole) – 2:55
2. Gee Baby, Ain't I Good to You (Andy Razaf, Don Redman) – 4:07
3. You Call It Madness ([Russ Columbo, Con Conrad, Gladys Dubois, Paul Gregory) – 4:57
4. Frim Fram Sauce (Redd Evans, Joe Ricardel) – 5:01
5. Boulevard of Broken Dreams (Al Dubin, Harry Warren) – 6:27
6. Baby, Baby All the Time (Bobby Troup) – 5:56
7. Hit That Jive, Jack! (John Alston, Skeets Tolbert) – 4:16
8. You're Looking at Me (Troup) – 5:55
9. I'm Through With Love (Gus Kahn, Fud Livingston, Matty Malneck) – 4:26
10. 'Deed I Do (Walter Hirsch, Fred Rose) – 5:52
11. A Blossom Fell (Howard Barnes, Harold Cornelius, Dominic John) – 5:15
12. If I Had You (Jimmy Campbell, Reginald Connelly, Ted Shapiro) – 4:55
13. When I Grow Too Old to Dream (Sigmund Romberg, Oscar Hammerstein II) (Bonus Track)